# Defesa do Livre-arbítrio de Alvin Plantinga

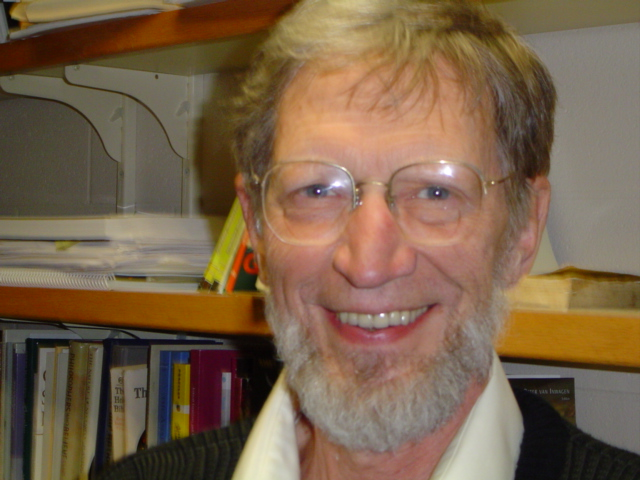
Alvin Plantinga em 2004

A defesa do livre arbítrio de Alvin Plantinga é um argumento lógico desenvolvido pelo filósofo analítico americano Alvin Plantinga, professor emérito de filosofia da Universidade de Notre Dame, e publicado em sua versão final em seu livro de 1977, "God, Freedom, and Evil".  O argumento de Plantinga é uma defesa contra o problema lógico do mal como formulado pelo filósofo J. L. Mackie  em 1955.  A formulação de Mackie do problema lógico do mal argumentava que três atributos de Deus, onisciência, onipotência e onibenevolência, no teísmo cristão ortodoxo, são logicamente incompatíveis com a existência do mal.  Em 1982, Mackie admitiu que a defesa de Plantinga refutou com sucesso seu argumento em O Milagre do Teísmo, embora ele não afirmasse que o problema do mal havia sido resolvido.

## Formulação de Mackie do problema lógico do mal
O argumento lógico do mal formulado por J. L. Mackie, e ao qual a defesa do livre arbítrio responde, é um argumento contra a existência do Deus cristão baseado na ideia de que existe uma contradição lógica entre quatro princípios teológicos na teologia cristã ortodoxa.  Especificamente, o argumento do mal afirma que o seguinte conjunto de proposições é, por si só, logicamente inconsistente ou contraditório:
1. Deus é onisciente (onisciente)
2. Deus é onipotente (todo poderoso)
3. Deus é onibenevolente (moralmente perfeito)
4. Existe o mal no mundo

A maioria dos teólogos cristãos ortodoxos concorda com as três primeiras proposições, descrevendo Deus como onisciente (1), todo-poderoso (2) e moralmente perfeito (3), e concorda com a proposição de que há mal no mundo, como descrito em proposição (4).  O argumento lógico do mal afirma que um Deus com os atributos (1-3), deve conhecer todo o mal, seria capaz de preveni-lo e, como moralmente perfeito, seria motivado a fazê-lo.  O argumento do mal conclui que a existência do Deus cristão ortodoxo é, portanto, incompatível com a existência do mal e pode ser logicamente descartada.

## Defesa do livre arbítrio de Plantinga
A defesa do livre arbítrio de Plantinga começa afirmando que o argumento de Mackie não conseguiu estabelecer uma contradição lógica explícita entre Deus e a existência do mal.  Em outras palavras, Plantinga mostra que (1-4) não são contraditórias, e que qualquer contradição deve originar-se das suposições implícitas, isto é, suposições representando premissas que não foram declaradas no próprio argumento. Com uma contradição explícita descartada, um ateu deve adicionar premissas ao argumento para que este seja bem-sucedido.  No entanto, se Plantinga não tivesse oferecido mais argumentos, então as impressões intuitivas de um ateu de que uma contradição deve existir permaneceriam sem resposta.  Plantinga procurou resolver isso oferecendo mais dois pontos.
Primeiro, Plantinga notou que Deus, embora onipotente, não poderia fazer literalmente qualquer coisa.  Deus não poderia, por exemplo, criar círculos quadrados, agir de forma contrária à sua natureza ou, mais relevante, criar seres com livre arbítrio que nunca escolheriam o mal.[3] Levando este último ponto adiante, Plantinga argumentou que o valor moral do livre-arbítrio humano é uma justificativa credível de compensação que Deus poderia ter como razão moralmente justificada para permitir a existência do mal.  Plantinga não alegou ter mostrado que a conclusão do problema lógico está errada, nem afirmou que a razão de Deus permitir o mal é, de fato, preservar o livre arbítrio.  Em vez disso, seu argumento procurava apenas mostrar que o problema lógico do mal era infundado.
A defesa de Plantinga recebeu forte apoio entre os filósofos e teólogos acadêmicos cristãos.

  Ateólogos contemporâneos apresentaram argumentos alegando ter encontrado premissas adicionais necessárias para criar um conjunto teísta explicitamente contraditório, adicionando às proposições 1-4.  No entanto, esses argumentos ainda não obtiveram apoio filosófico acadêmico mais amplo.

Além da defesa do livre arbítrio de Plantinga, há outros argumentos que pretendem minar ou refutar o argumento lógico do mal.  A defesa do livre arbítrio de Plantinga é a mais conhecida dessas respostas, pelo menos em parte devido à sua meticulosidade em descrever e abordar as questões relevantes em seu livro "God, Freedom, and Evil".

## Detalhes adicionais
Em oposição a uma teodiceia (uma justificativa para as ações de Deus), Plantinga oferece uma defesa, isto é, uma proposta que se destina a demonstrar que é logicamente possível para um Deus onibenevolente, onipotente e onisciente criar um mundo que contém o mal.  Precisamente, Plantinga não precisa afirmar que sua nova proposição é verdadeira, apenas que é logicamente válida.  Deste modo, a abordagem de Plantinga difere da de uma teodiceia tradicional, que se esforçaria para mostrar não apenas que as novas proposições são válidas, mas que o argumento é sólido, prima facie plausível, ou que há boas razões para fazê-lo.  Assim, o ônus da prova em Plantinga é diminuído, e ainda assim sua abordagem pode ainda servir como uma defesa contra a alegação de Mackie de que a existência simultânea do mal e de um Deus onipotente e onibenevolente é "positivamente irracional".
Plantinga resumiu sua defesa da seguinte maneira:
 "Um mundo contendo criaturas que são significativamente livres (e realizam mais ações boas do que más) é mais valoroso, e sendo todo o resto igual, que um mundo que não contém criaturas livres. Deus pode criar criaturas livres, mas Ele não pode fazer com ou determinar que elas só façam o que seja correto. Pois caso Ele o faça, então as criaturas não significativamente livres; elas não fazem o que é correto livremente. Para criar criaturas capazes de realizar o bem moral, então, Ele precisa criar criaturas capazes de realizar o mal moral; e Ele não pode dar essas criaturas a liberdade de realizar o mal e ao mesmo tempo prevenir elas de não realizar-lo. No fim das contas, infelizmente, algumas das criaturas livres que Deus criou fizeram o mal no exercício de suas liberdades; esta é a fonte do mal moral. O fato que existem criaturas que às vezes realizam o mal, no entanto, não conta contra a onipotência de Deus ou contra sua onibenevolência; pois Ele poderia ter impedido a ocorrência do mal moral apenas removendo a possibilidade do bem moral." 
O argumento de Plantinga é que, embora Deus seja onipotente, é possível que não esteja em seu poder criar um mundo contendo bem moral e nenhum mal moral; portanto, não há inconsistência lógica envolvida quando Deus, embora totalmente bom, cria um mundo de criaturas livres que escolhem fazer o mal.  O argumento baseia-se nas seguintes proposições:
1. Existem mundos possíveis que nem mesmo um ser onipotente pode realizar.
2. Um mundo com criaturas moralmente livres produzindo apenas bem moral é um mundo assim.

Plantinga refere-se à primeira declaração como "lapso de Leibniz", pois é o oposto do argumento do filósofo Leibniz do melhor mundo possível.  A segunda proposição é mais controversa: Plantinga rejeita a noção compatibilista de liberdade pela qual Deus poderia fazer com que as criaturas fizessem o bem sem sacrificar sua liberdade.  Embora fosse contradizer a liberdade de uma criatura se Deus causasse, ou usando os termos de Plantinga, atualizasse fortemente, um mundo onde criaturas só fazem o bem, um Deus onisciente saberia as circunstâncias em que as criaturas iriam fazer o mal.  Assim, Deus poderia evitar criar tais circunstâncias, realizando fracamente um mundo com apenas bem moral.  O argumento crucial de Plantinga é que essa possibilidade pode não estar disponível para Deus, porque todas as criaturas moralmente livres possíveis sofrem de "depravação transmundial".

## Recepção
De acordo com Chad Meister, professor de filosofia no Bethel College, a maioria dos filósofos aceitam a defesa do livre arbítrio de Plantinga e veem o problema lógico do mal como tendo sido suficientemente refutado.  Robert Adams diz que "é justo dizer que Plantinga resolveu este problema.  Isto é, ele argumentou convincentemente para a consistência lógica da existência de Deus e do mal ." William Alston disse que "Plantinga [...] estabeleceu a possibilidade de que Deus não pudesse realizar um mundo contendo criaturas livres que sempre fazem a coisa certa". William L. Rowe escreveu "assumindo o incompatibilismo, há um argumento bastante convincente para a visão de que a existência do mal é logicamente consistente com a existência do Deus teísta", referindo-se ao argumento de Plantinga.
No livro Arguing about Gods, Graham Oppy oferece uma dissidência, reconhecendo que "muitos filósofos parecem supor que [a defesa do livre arbítrio de Plantinga] destrói totalmente os tipos de argumentos" lógicos" do mal desenvolvidos por Mackie" mas continua dizendo "eu não estou convicto de que esta é uma avaliação correta do estado atual do cenário".  Oppy, A. M. Weisberger escreve que “ao contrário da opinião popular teísta, a forma lógica do argumento ainda está viva e pulsante”.  Entre os filósofos contemporâneos, a maior parte da discussão sobre o problema do mal atualmente gira em torno do problema evidencial do mal, a saber, que a existência de Deus é improvável, e não ilógica.

## Objeções e respostas adicionais

### Visão incompatibilista do livre arbítrio

Uma taxonomia simplificada das principais posições da natureza do livre arbítrio

Os críticos do argumento de Plantinga, como o filósofo Antony Flew, responderam que o argumento pressupõe uma visão libertária e incompatibilista do livre arbítrio (o livre-arbítrio e o determinismo são metafisicamente incompatíveis), enquanto a visão dos críticos é uma visão compatibilista do livre arbítrio (livre-arbítrio e determinismo, seja físico ou divino, são compatíveis metafisicamente).  A visão dos compatibilistas é que Deus poderia ter criado um mundo contendo bem moral mas sem mal moral.  Em tal mundo as pessoas poderiam ter escolhido apenas realizar boas ações, mesmo que todas as suas escolhas fossem predestinadas.
Plantinga rejeita o compatibilismo, afirmando que "esta objeção ... parece totalmente implausível.  Poder-se-ia também afirmar que estar na cadeia não limita realmente a liberdade, pois se alguém não estivesse na cadeia, estaria livre para ir e vir como quisesse".

### Depravação transmundial
A ideia de Plantinga de realizar fracamente um mundo pode ser vista como Deus realizando um subconjunto do mundo e deixando as escolhas livres das criaturas completarem o mundo.  Portanto, é certamente possível que uma pessoa complete o mundo apenas fazendo escolhas moralmente boas; isto é, existem mundos possíveis onde uma pessoa escolhe livremente não fazer mal moral.  Entretanto, pode ser o caso de que para cada mundo existe uma escolha moralmente significativa que essa pessoa faria de maneira diferente se essas circunstâncias ocorressem no mundo real.  Em outras palavras, cada mundo possível contém um segmento mundial, ou seja, tudo sobre esse mundo até o ponto em que a pessoa deve fazer essa escolha crítica, de modo que se esse segmento fosse parte do mundo real, a pessoa iria errar em completando esse mundo.  Formalmente, a depravação transmundial é definida da seguinte forma: 
Em outras palavras: considere todos os mundos possíveis (não atuais) nos quais alguém sempre escolhe o certo.  Em todos eles, haverá uma subparte do mundo que diz que a pessoa era livre para escolher uma certa ação certa ou errada, mas não diz se a escolheu.  Se essa subparte fosse atual (no mundo real), então eles escolheriam o errado.
Plantinga responde que "o que é importante sobre a ideia da depravação transmundial é que se uma pessoa sofre com isso, então não estava dentro do poder de Deus atualizar qualquer mundo no qual aquela pessoa é significativamente livre mas não faz nada errado, isto é, um mundo em que ele produz bem moral, mas nenhum mal moral" e que é logicamente possível que cada pessoa sofre de depravação transmundial.

### O lapso de Leibniz
Plantinga escreve em God, Freedom and Evil que J. L. Mackie apresentou a objeção de que Deus, sendo onipotente e onibenevolente, seria facilmente capaz de criar o melhor de todos os mundos possíveis .  Ele argumenta que tal mundo seria aquele em que todos os seres humanos utilizam seu livre-arbítrio apenas para o bem - algo que eles não fazem.  Assim, a defesa do livre-arbítrio falha.  Plantinga responde apontando duas falhas no raciocínio de Mackie, que, juntas, é chamada por Plantinga de o lapso de Leibniz.  A primeira é a presunção de que Deus pode forçar os humanos a usar seu livre arbítrio apenas para o bem, o que é uma contradição inerente, porque se assim fosse, suas ações não seriam mais livres.  A segunda é a ideia de que existe um "melhor" de todos os mundos possíveis: por melhor que seja o mundo, sempre pode haver pelo menos mais uma boa pessoa dentro dele, então a ideia de um "melhor" é incoerente.